# مارسيلا ليتش
مارسيلا ليتش (بالإنجليزية: Marcella Leach)‏ هي ناشِطة أمريكية، ولدت في 15 أغسطس 1929، وتوفيت في 16 مارس 2015.